# Мијовце
Мијовце је насеље у Пољаници, град Врање у Пчињском округу. Налази се на око 5,5 км северно од Власа. Према попису из 2022. било је 24 становника (према попису из 1991. било је 95 становника).

## Опис села
Мијовце заузима крајњи северозападни део Пољанице, а смештено је између села Дупељево на западу и Лалинце на истоку. До села се најлакше стиже из правца Власа и Големог Села асфалтним путем. У селу је крајња аутобуска станица на линији која Пољаницу повезује са Врањем. Могућ је прилаз из правца Лесковца и Вучја преко Кукавице или нешто теже уз Ветерницу, преко села Вина, Барје и Гагинце. По сувом времену, теренским возилима, могућ је прилаз шумским путем и са запада, преко Оруглице.
Село је типично планинско, без обзира не релативно малу надморску висину, доста покривено буковом и храстовом шумом. Само је мањи део села у клисурастом кориту на десној обали Ветернице, а гро села је на левој обали, по странама Остроглавског потока и Мијовске реке и по коси која је између ових долина. Село је разбијеног типа, као махале могу да се издвоје Река или Мучинско, Бара и Крушкар.
До ослобођења од Турака 1878. године у селу су живели Арнаути који су имали џамију на месту званом Крушкар. Срби су се доселили из села Пољанице и околине Врања. Из Мијаковца су досељени Марковићи (Станко и Димитрије); из Големог Села - Наста Цветковић, Пејковићи (Стојан, Станислав и Милан), Стојковићи (Алекса и Здравко) , Стојко Јовић, Стојановићи (Горча, Миле и Илија) , Анта Ђорђевић и Стевановићи (Јова и Илија) ; из Пчиње - Цветковићи (Крста и Тонча).
Становници се баве ратарством, сточарством, дрвосечом, производњом ћумура, сакупљањем гљива и шумског воћа. У селу је амбуланта, једна од укупно две у Пољаници (друга је у Власу).

## Демографија
У насељу Мијовце живи 57 пунолетних становника, а просечна старост становништва износи 49,0 година (46,9 код мушкараца и 51,0 код жена). У насељу има 25 домаћинстава, а просечан број чланова по домаћинству је 2,68.
Ово насеље је у потпуности насељено Србима (према попису из 2002. године).
|  |

| Демографија | Демографија | Демографија |
| Година      | Становника  | Становника  |
| ----------- | ----------- | ----------- |
| 1948.       | 260         |             |
| 1953.       | 279         |             |
| 1961.       | 238         |             |
| 1971.       | 175         |             |
| 1981.       | 117         |             |
| 1991.       | 95          | 92          |
| 2002.       | 67          | 75          |
| 2011.       | 53          |             |

| Етнички састав према попису из 2002.‍ | Етнички састав према попису из 2002.‍ | Етнички састав према попису из 2002.‍ | Етнички састав према попису из 2002.‍ | Етнички састав према попису из 2002.‍ |
| ------------------------------------ | ------------------------------------ | ------------------------------------ | ------------------------------------ | ------------------------------------ |
|                                      |                                      |                                      |                                      |                                      |
| Срби                                 | Срби                                 |                                      | 67                                   | 100,0%                               |
| непознато                            | непознато                            |                                      | 0                                    | 0,0%                                 |

| Година пописа     | 1948. | 1953. | 1961. | 1971. | 1981. | 1991. | 2002. |
| ----------------- | ----- | ----- | ----- | ----- | ----- | ----- | ----- |
| Број домаћинстава | 43    | 42    | 38    | 37    | 29    | 33    | 25    |

| Број чланова      | 1 | 2  | 3 | 4 | 5 | 6 | 7 | 8 | 9 | 10 и више | Просек |
| ----------------- | - | -- | - | - | - | - | - | - | - | --------- | ------ |
| Број домаћинстава | 4 | 10 | 6 | 2 | 1 | 2 | 0 | 0 | 0 | 0         | 2,68   |

| Пол    | Укупно | Неожењен/Неудата | Ожењен/Удата | Удовац/Удовица | Разведен/Разведена | Непознато |
| ------ | ------ | ---------------- | ------------ | -------------- | ------------------ | --------- |
| Мушки  | 28     | 9                | 19           | 0              | 0                  | 0         |
| Женски | 33     | 9                | 19           | 5              | 0                  | 0         |
| УКУПНО | 61     | 18               | 38           | 5              | 0                  | 0         |

| Пол    | Укупно                    | Пољопривреда, лов и шумарство | Рибарство                            | Вађење руде и камена | Прерађивачка индустрија       |
| ------ | ------------------------- | ----------------------------- | ------------------------------------ | -------------------- | ----------------------------- |
| Мушки  | 24                        | 19                            | 0                                    | 0                    | 3                             |
| Женски | 20                        | 17                            | 0                                    | 0                    | 3                             |
| УКУПНО | 44                        | 36                            | 0                                    | 0                    | 6                             |
| Пол    | Производња и снабдевање   | Грађевинарство                | Трговина                             | Хотели и ресторани   | Саобраћај, складиштење и везе |
| Мушки  | 0                         | 0                             | 1                                    | 0                    | 0                             |
| Женски | 0                         | 0                             | 0                                    | 0                    | 0                             |
| УКУПНО | 0                         | 0                             | 1                                    | 0                    | 0                             |
| Пол    | Финансијско посредовање   | Некретнине                    | Државна управа и одбрана             | Образовање           | Здравствени и социјални рад   |
| Мушки  | 0                         | 0                             | 0                                    | 1                    | 0                             |
| Женски | 0                         | 0                             | 0                                    | 0                    | 0                             |
| УКУПНО | 0                         | 0                             | 0                                    | 1                    | 0                             |
| Пол    | Остале услужне активности | Приватна домаћинства          | Екстериторијалне организације и тела | Непознато            | Непознато                     |
| Мушки  | 0                         | 0                             | 0                                    | 0                    | 0                             |
| Женски | 0                         | 0                             | 0                                    | 0                    | 0                             |
| УКУПНО | 0                         | 0                             | 0                                    | 0                    | 0                             |

## Галерија слика
- Панорама Мијовца.
- Панорама Мијовца.
- Мијовски Рид.
- Основна школа Мијовце
- Стара Дупљанска кућа
- Ново Мијовце: амбуланта, Славко Коцин, Манчићи,...
- Боре Стојанов (Јовановић)
- Заселак Мучинско
- Амбуланта
- Нови мост на Ветерници
- Абазово, полазна аутобуска станица за Врање
- Спомен-чесма
- Пилиштарци
- Велковци
- Мијовска река
- Мијовска река-мост
- Пилиштарске и Велковске Луке
- Корито Мијовске реке
- Пилиштарска ваљавица
- Пилиштарска воденица
- Пилиштарска вада
- Водопад на Пилиштарској вади